# Bargylos
Bargylos (altgriechisch Βάργυλος Bárgylos) ist eine Gestalt der griechischen Mythologie.
Bargylos war ein Freund und Gefährte des Poseidonsohnes Bellerophon. Nachdem Bellerophon den Pegasos bezwungen hatte und auf ihm nach Karien gekommen war, tötete das geflügelte Pferd mit einem Huftritt den Bargylos. Aus Kummer über den Verlust des Freundes gründete Bellerophon eine Stadt an der karischen Küste und nannte sie Bargylia. Auch das angrenzende Meer erhielt nach ihm seinen Namen und wurde Bargyliakischer Golf genannt. In Anspielung an den Mythos zeigten die Münzbildnisse der Stadt den Pegasos.

## Quelle
- Stephanos von Byzanz s. v. Βαργύλια.